# Tatul

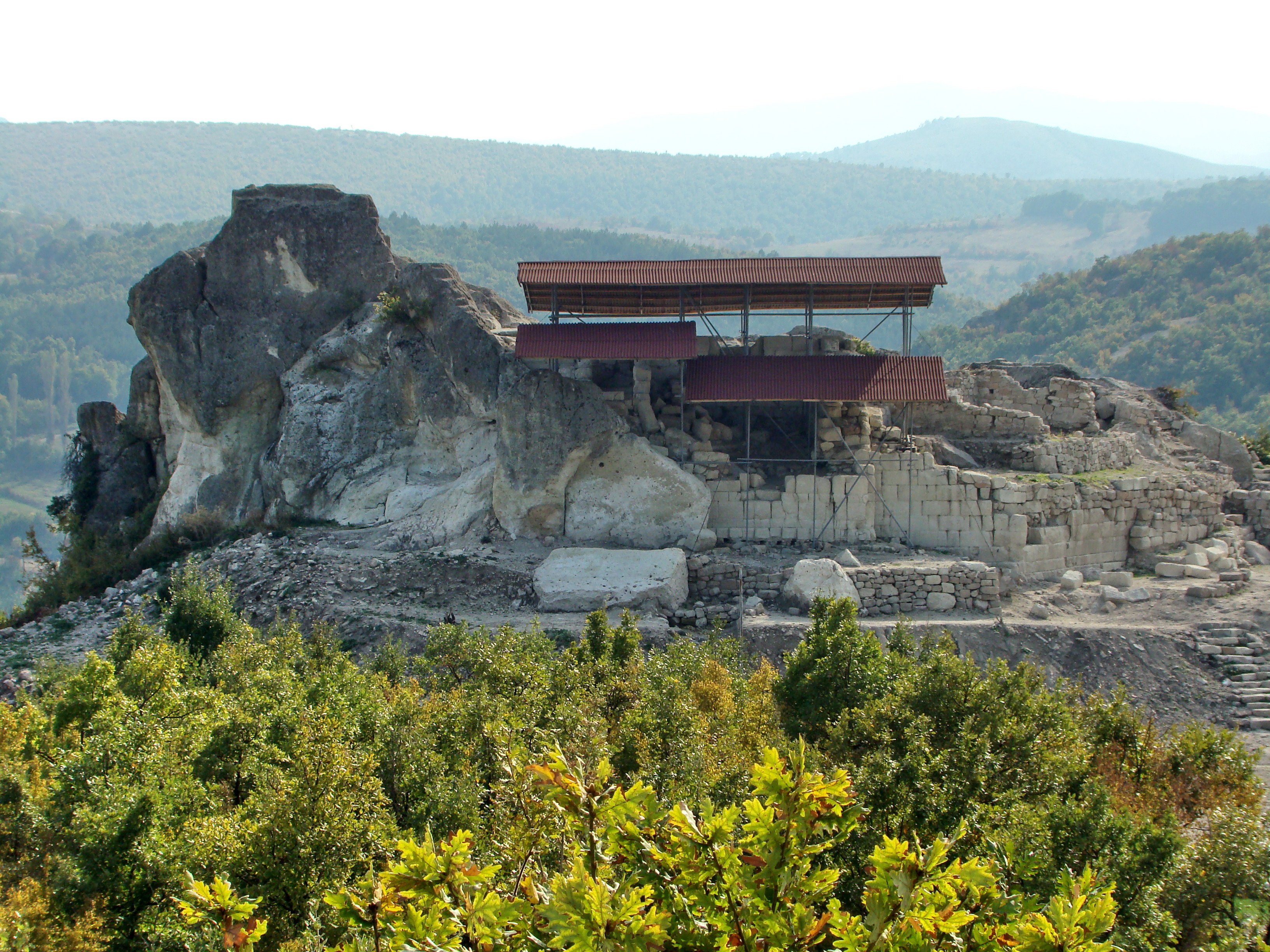
La collina del santuario

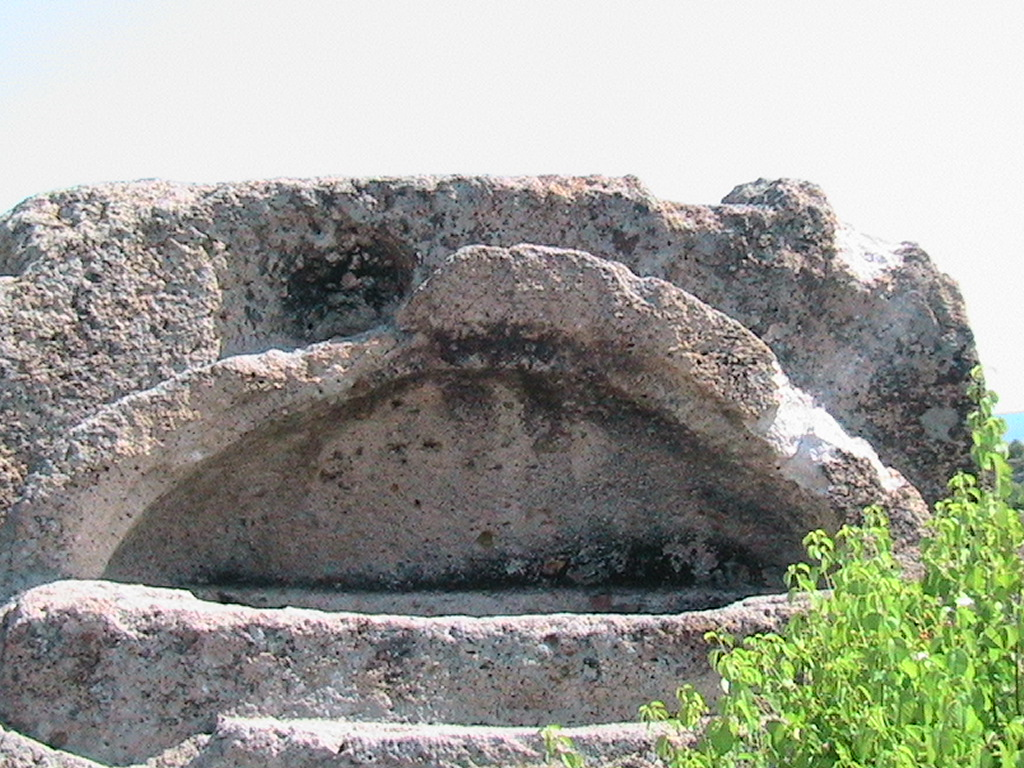
Il sarcofago in pietra del mausoleo

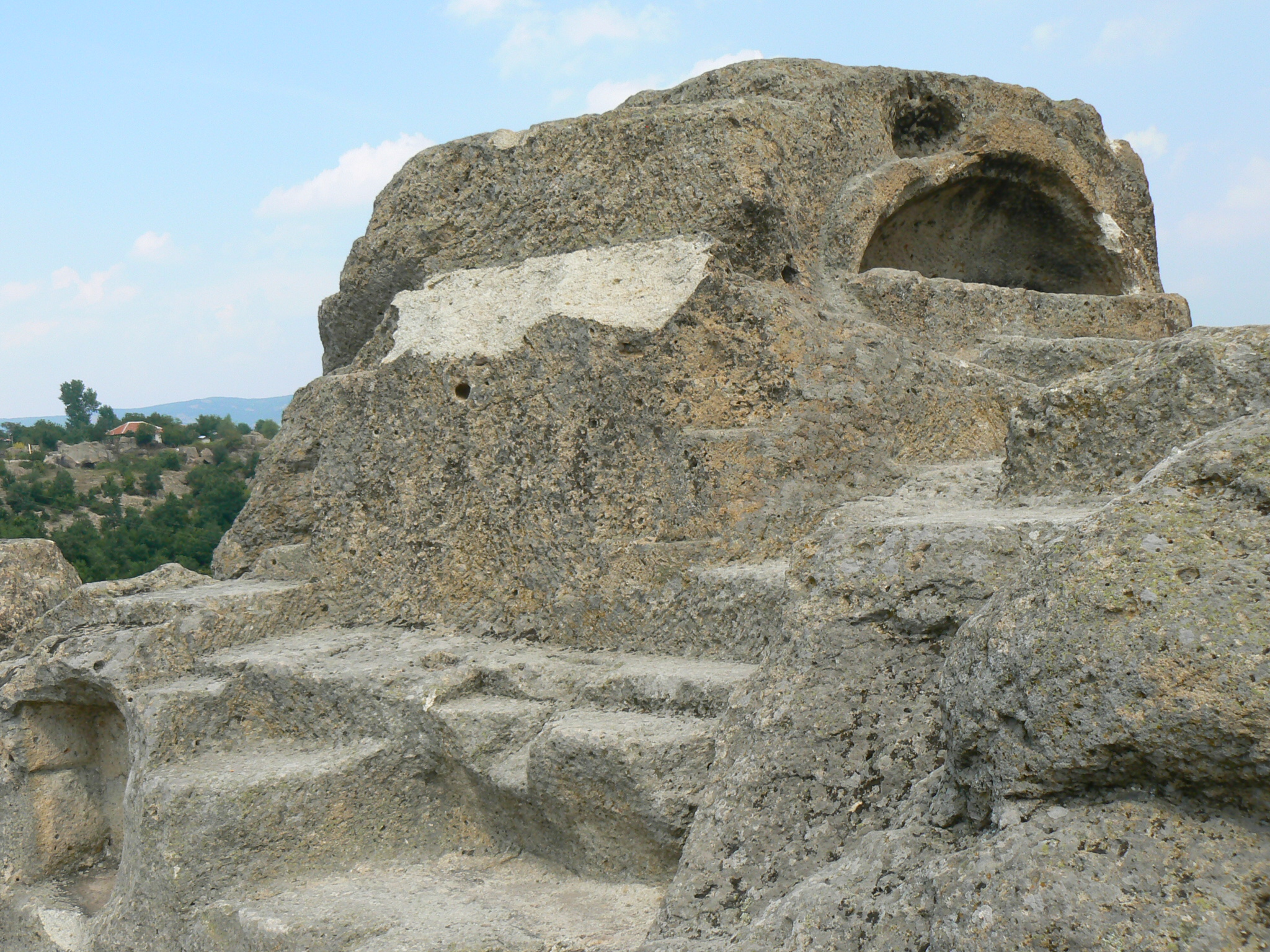
Un'altra veduta

Tatul (in bulgaro Татул?) è un villaggio nel comune di Momčilgrad, nel distretto di Kărdžali, che sorge sulle pendici dei Rodopi nella Bulgaria meridionale all'altitudine di 319 m s.l.m. Nel 2005 contava 189 abitanti, che vivono per lo più in case di pietra tagliata.
Negli anni 2000 gli archeologi bulgari hanno scoperto nelle vicinanze del villaggio un'antica tomba di superficie trace con un santuario, ritenuto un centro religioso di importanza regionale secondo l'archeologo  Nikolaj Ovčarov, che ha guidato gli scavi. I più recenti ritrovamenti archeologici hanno consentito di datare il sito al 4000 a.C. Secondo Ovčarov, Tatul era un centro religioso di importanza regionale ed era sede di un santuario con il mausoleo di un importante leader trace che fu divinizzato dopo la morte. Ovčarov ha teorizzato che Tatul sia stata in relazione con il culto di Orfeo, leggendario musico e profeta della religione dell'antica Grecia.
Circa 30 altari di argilla e altri manufatti risalenti al XIX-XVIII secolo a.C. sono stati riportati alla luce, fra cui un idolo, una figura maschile nuda dell'Età del ferro, che dimostra che il santuario ebbe una lunga vita ininterrotta. Un muro di pietra che circonda la collina fu eretto tra il IV e il I secolo a.C. e il tempio fu costruito poco dopo, mentre il complesso religioso si espandeva gradualmente e l'attività religiosa convergeva verso il mausoleo. Diversi nuovi edifici furono costruiti nel II-III secolo d.C.; l'evangelizzazione dei Rodopi a cavallo tra IV e V secolo determinò la trasformazione del complesso in una struttura difensiva con torre da parte di un governante locale. Il complesso fu danneggiato da due terremoti, uno nel XII secolo a.C. e uno nel XIV secolo d.C.
La conservazione del sito è cominciata poco dopo l'inizio degli scavi e ha favorito lo sviluppo di visite turistiche, per le quali sono state create delle infrastrutture.
L'isola di Tatul a breve distanza dalla costa settentrionale dell'Isola Robert, nelle Isole Shetland Meridionali prende il nome da Tatul.